# Montalba-le-Château
Montalba-le-Château (occitansk: Montalban lo Castèl) er en by og kommune i departementet Pyrénées-Orientales i Sydfrankrig.

## Geografi
Montalba-le-Château ligger i Fenouillèdes 34 km vest for Perpignan. Nærmeste byer er mod nordvest Trévillach (4 km) og mod sydøst Ille-sur-Têt (8 km).

## Demografi

### Udvikling i folketal
| 1962                                                              | 1968 | 1975 | 1982 | 1990 | 1999 | 2007 | 2013 | 2017 |
| ----------------------------------------------------------------- | ---- | ---- | ---- | ---- | ---- | ---- | ---- | ---- |
| 194                                                               | 203  | 156  | 121  | 111  | 120  | 142  | 149  | 149  |
| Tal fra og med 1962 er uden dobbelttælling (sans doubles comptes) |      |      |      |      |      |      |      |      |